# جانی آگوس
جانی آگوس (ایتالیایی: Gianni Agus؛ ۱۷ اوت ۱۹۱۷ – ۴ مارس ۱۹۹۴) بازیگر اهل ایتالیا بود.
از فیلم‌ها یا برنامه‌های تلویزیونی که وی در آن نقش داشته‌است می‌توان به این و آن، سوداگر، فاشیست، زیباترین زوج جهان، دادرس ناحیه و آدم و حوا اشاره کرد.